# Robert Duncan Edwards
Robert Duncan Edwards (Freeport, Condado de Nassau, Nova Iorque, 1942) é um matemático estadunidense, que trabalha com topologia geométrica.
Edwards obteve um doutorado em 1969 na Universidade de Michigan, orientado por James Kister, com a tese Homeomorphisms and Isotopies of Topological Manifolds. Foi a partir de 1970 professor da Universidade da Califórnia em Los Angeles (UCLA), onde aposentou-se em 2006. Em 1976/1977 esteve no Instituto de Estudos Avançados de Princeton. É fellow da American Mathematical Society.
Foi palestrante plenário do Congresso Internacional de Matemáticos em Helsinque (1978: The Topology of Manifolds and Cell-Like Maps).